# Desa Bolapora Barat
Desa Bolapora Barat är en administrativ by i Indonesien.   Den ligger i provinsen Jawa Timur, i den västra delen av landet, 800 km öster om huvudstaden Jakarta. Desa Bolapora Barat ligger på ön Madura.